# Parto pretermine
Si definisce parto pretermine oppure prematuro un parto il cui travaglio ha luogo tra la 22ª settimana e la 37ª settimana completa di gestazione. La durata della maggior parte delle gravidanze è di circa 40 settimane ma circa il 10% dei parti avviene prima. Un neonato nato tra la 37ª e la 42ª settimana è considerato a termine.
Per aumentare la consapevolezza sulle nascite pretermine è stata istituita su impulso dell'European Foundation for the Care of Newborn Infants (EFCNI) nel 2008 la Giornata mondiale della prematurità, che si celebra il 17 Novembre di ogni anno.

## Epidemiologia
La frequenza di parti pretermine è dell'ordine del 4-10% di tutte le gravidanze. Il periodo tra la 24ª e la 32ª settimana comprende l'1-2% ma il 65% di tutte le morti.
La mortalità perinatale è un indicatore dello stato socioeconomico e assistenziale di una nazione.

## Eziologia
L'eziologia infiammatorio/infettiva è la più accreditata. Tali modificazioni avverrebbero soprattutto alla giunzione deciduo-coriale (metabolicamente molto attiva) che, producendo interleuchine, farebbe scatenare l'aumento delle prostaglandine locali con successiva contrazione prematura dell'utero. Inoltre, in risposta allo stress il feto produce cortisolo che, arrivando al liquido amniotico, incrementerebbe ulteriormente la produzione di interleuchine e prostaglandine, alimentando così un circolo vizioso.
Le pazienti con parto pretermine presentano più spesso vaginosi batteriche e un'alta concentrazione nel liquido amniotico di interleuchine e prostaglandine. Tuttavia, solo raramente sono presenti segni di infezione sistemici (febbre, aumento della VES...). Altri fattori eziologici coinvolti sono l'impianto anomalo, una placentazione non corretta, una placenta piccola o con trombosi al suo interno oppure una pre-eclampsia). Potrebbe inoltre avere un ruolo l'alterazione dell'orologio biologico che regola l'inizio della contrazione uterina.

### Cause e fattori di rischio
- Distacco di placenta
- Eccesso di contrattilità uterina
- Eccesso di liquido amniotico (polidramnios)
- L'età della madre (meno di 20 anni o più di 38)
- Fibromi uterini
- Il fumo o l'uso di droghe o di alcol (specialmente per IUGR e rottura delle membrane)
- Gestosi
- Gravidanze gemellari
- Grave sottopeso della madre durante la gravidanza
- Incontinenza cervicale
- Infezioni vaginali asintomatiche
- Iposviluppo del feto
- Malattie infettive
- Malformazioni dell'utero
- Infezioni placentari asintomatiche
- Stress

## Complicanze
Il non completo sviluppo di organi e apparati comporta dei problemi di adattamento alla vita extra-uterina: per questo motivo i neonati pretermine hanno rischio di mortalità nel primo anno di vita più elevato di quelli a termine. La nascita pretermine costituisce la causa principale di mortalità e morbilità perinatale anche nei paesi occidentali, nei quali l'assistenza sanitaria nei reparti di neonatologia ha raggiunto ottimi livelli.
Uno dei rischi maggiori dei nati pretermine è la cosiddetta malattia respiratoria del neonato pretermine, anche nota come respiratory distress sindrome (RDS) o malattia da membrane ialine polmonari.
I polmoni del pretermine non sono ancora in grado di produrre il surfattante (SRF), sostanza fondamentale per il corretto svolgimento della respirazione. Per questo motivo, in caso di rischio di parto pretermine, alla madre viene somministrato un corticosteroide, solitamente il betametasone, al fine di accelerare la maturazione polmonare del feto.
Il neonato pretermine può inoltre andare incontro a svariati problemi:
- di controllo della temperatura, poiché il sistema di termoregolazione non è ancora sviluppato. Per questo motivo i neonati pretermine vengono posti in culla termica (o incubatrice), una sorta di contenitore nel quale sono regolabili temperatura, umidità e ossigenazione.
- di tipo infettivo: i neonati pretermine sono maggiormente soggetti a rischio di infezioni da virus e batteri in quanto lo sviluppo del sistema immunitario non è ancora completo
- anemia: la produzione di globuli rossi non è ancora "a regime"
- cardiaci: bradicardia e conseguente rischio di apnee e desaturazione. Le apnee possono anche essere legate alla pervietà del dotto di Botallo.
- visivi, retinopatia del prematuro (ROP)
- ittero neonatale
- cerebrali: è elevato il rischio di emorragia intraventricolare o leucomalacia periventricolare con paralisi cerebrale, ritardo motorio e mentale, patologie psichiatriche
- nutrizionali: fino al quando la suzione e la respirazione non sono coordinate il pretermine viene alimentato via endovenosa e successivamente tramite sondino orogastrico (gavage) con alimentazione frazionata o enterale continua.
- neurologico consistenti in ritardi nello sviluppo, difficoltà di apprendimento
- enterocolite necrotizzante

## Clinica

### Classificazione
Considerando il peso alla nascita si distinguono:
- Neonati LBW (Low Birth Weight), il cui peso alla nascita è compreso tra 1501 e 2500 g
- Neonati VLBW (Very Low Birth Weight) il cui peso alla nascita è < 1500 g
- Neonati ELBW (Extremely Low Birth Weight) il cui peso alla nascita è < 1000 g

Considerando invece il peso alla nascita in rapporto all'età gestazionale si parla di:
- Neonati AGA (Appropriate for Gestational Age) il cui peso è appropriato all'età gestazionale compreso tra il 10º e il 90º percentile
- Neonati SGA (Small for Gestational Age) il cui peso è basso per l'età e inferiore al 10° percentile
- Neonati LGA (Large for Gestational Age) con peso maggiore al 90° percentile

### Diagnosi

#### Diagnosi di rischio di un parto pretermine
Il criterio necessario è la presenza di più di quattro contrazioni al minuto o più di otto in un'ora; sono necessari almeno uno dei seguenti:
- rottura delle membrane
- dilatazione maggiore di 2 cm
- raccorciamento del collo maggiore dell'80% (se minore di 2,5 cm la minaccia è avanzata)
- dopo un'ora la clinica della donna è modificata
- presenza di fibronectina

#### Diagnosi di rottura prematura delle membrane
- esame speculare
- pH vaginale (basico)
- fibronectina vaginale
- ecografia

## Trattamento
Il trattamento del pretermine viene effettuato all'interno dei reparti di terapia intensiva neonatale.

## Prognosi neonatale in relazione all'epoca gestazionale
- <20 settimane: morte
- 20-22 settimane: sopravvivenza infrequente
- 23-25 settimane: sopravvivenza del 10-50% (il 20-30% presenterà complicanze neurologiche)
- 25-26 settimane: sopravvivenza del 50-80% (il 10-25% presenterà complicanze neurologiche)
- >26 settimane: prognosi generalmente buona.

Curtis Means, nato a Birmingham (Alabama) in Alabama nel luglio del 2020, detiene il primato di sopravvivenza a un parto pretermine, essendo nato dopo 21 settimane e 1 giorno di gestazione. La sua gemella C'Asya è morta un giorno dopo il parto, mentre Curtis è stato ricoverato per 9 mesi, durante i quali è stato attaccato a un ventilatore meccanico. Verso la fine del 2021 aveva ancora bisogno della sonda gastrica per nutrizione e dell'ossigeno.

## Prevenzione
- identificazione dei pazienti a rischio
- terapia della vaginosi batterica (clindamicina o metronidazolo)

### Interventi di prevenzione del parto pretermine
- riposo a letto
- cerchiaggio della cervice uterina
- tocolisi

## Risvolti psicologici
La nascita di un bimbo prematuro ha un forte impatto psicologico sulla coppia di genitori. Sentimenti come shock, disperazione, rabbia, senso di frustrazione e di colpa richiedono spesso lunghi tempi di accettazione ed elaborazione. Per esempio in una ricerca pubblicata su JAMA Pediatrics si è riscontrato che nelle settimane immediatamente dopo la nascita dei loro bambini, il 40% delle madri e il 36% dei padri ha sperimentato sintomi clinicamente significativi di depressione. Questo comparato con solo il 6% delle madri e il 5% dei padri di bambini sani, nati a termine della gestazione. La maggior parte dei reparti di terapia intensiva neonatale dispongono di psicologi per aiutare i genitori a superare queste difficoltà.